# 中国机械工业联合会
中国机械工业联合会是中华人民共和国机械工业协会、企事业单位、科研院所和大中专院校等组成的全国性、综合性社会团体，由国务院国有资产监督管理委员会主管。

## 历史
1998年3月10日，根据第九届全国人民代表大会第一次会议通过的国务院机构改革方案，原中华人民共和国机械工业部改组为由国家经济贸易委员会管理的国家机械工业局。
2000年12月31日，根据国务院办公厅《关于印发国家经贸委管理的国家局机构改革、国家经贸委机关内设机构调整方案的通知》（国办发〔2000〕81号）要求，原国家机械工业局撤销，组建中国机械工业协会。
2001年3月8日，经中华人民共和国民政部批复，原中国机械工业协会变更为中国机械工业联合会。同年3月25日，中国机械工业联合会举行挂牌仪式。此后，中国机械联曾长期在三里河路46号原一机部大楼办公，2021年2月1日迁入东四西大街46号院（即原冶金部所在地）。